# Барсуки (Одесская область)
Барсуки́ (укр. Борсуки) — село, относится к Балтскому району Одесской области Украины.
Население по переписи 2001 года составляло 581 человек. Почтовый индекс — 66126. Телефонный код — (486692). Занимает площадь 2,2 км². Код КОАТУУ — 5120680501.

## Местный совет
66154, Одесская область, Балтский район, село Барсуки.